# جاك جليسون
جاك جليسون (بالإنجليزية: Jack Gleason)‏ هو لاعب كرة قاعدة أمريكي، ولد في 14 يوليو 1854 في سانت لويس في الولايات المتحدة، وتوفي بنفس المكان في 4 سبتمبر 1944.

## وصلات خارجية
- جاك جليسون على موقعبيزبول رفرنس.كوم (الدوري الرئيسي) (الإنجليزية)
- جاك جليسون على موقعبيزبول رفرنس.كوم (الدوري الثانوي) (الإنجليزية)